# 2023-as angol labdarúgókupa-döntő
A 2022–2023-as angol labdarúgókupa döntőjét 2023. június 3-án rendezték a londoni Wembley Stadionban. A 142. döntő a világ legrégebbi labdarúgó-versenye, az FA-kupa történetében. A döntőben a Manchester City fog megmérkőzni a Manchester United csapatával, a 190. manchesteri derbi keretei között és a két fél első találkozásán az FA-Kupa-döntők történetében.
Tekintve, hogy mennyi múlt a mérkőzésen, hiszen itt dőlhetett el a Manchester City történetének első triplázása sorsa (amit angol csapatok közül korábban csak a United ért el) és, hogy az első alkalom, hogy találkoztak egy döntőben, minden idők egyik legnagyobb jelentőségű manchesteri derbijének nevezték a találkozót.
A döntő győztese automatikusan helyet kapott volna a 2023–2024-es Európa-liga csoportkörében, de mindkét csapat bajnoki helyezésének köszönhetően az UEFA-bajnokok ligájába jutott, így a helyet a bajnoki hatodik Brighton & Hove Albion kapta. Ezek mellett a 2023-as angol szuperkupában is szerepelt a győztes.

## Háttér
A 2023-as döntő lesz a századik évfordulója annak, hogy az FA-Kupa-döntőket a Wembley Stadionban kezdték el játszani, még az eredeti stadionban, amit a jelenlegi 2007-ben váltott. Ez a Manchester United 21. szereplése lesz a kupadöntőben, amivel beállítják a rekordot, amit az Arsenal döntött meg 2020-ban. A United első szereplése a 2018-as döntő óta, amit elvesztettek a Chelsea ellen. A döntő a Manchester City tizenkettedik szereplése lesz és az első 2019 óta, amit 6–0-ra megnyertek a Watford ellen. Ez lesz az első alkalom, hogy a két csapat megmérkőzik egymással a kupa döntőjében, de a tizedik, hogy játszanak egymással az FA-Kupa keretei között. A 190. manchesteri derbi lesz, a bajnokságban kétszer találkozott a csapat a szezonban, az első mérkőzést a City nyerte meg 6–3-ra, a Manchesteri Városi Stadionban, míg a másodikat a United 2–1-re az Old Traffordon, januárban.

## Út a döntőbe

### Áttekintés
| Manchester City  | Manchester City | Forduló      | Manchester United      | Manchester United |
| ---------------- | --------------- | ------------ | ---------------------- | ----------------- |
|                  |                 |              |                        |                   |
| Ellenfél         | Eredmény        |              | Ellenfél               | Eredmény          |
| Chelsea          | 4–0             | Harmadik kör | Everton                | 3–1               |
| Arsenal          | 1–0             | Negyedik kör | Reading                | 3–1               |
| Bristol City     | 3–0             | Nyolcaddöntő | West Ham United        | 3–1               |
| Burnley          | 6–0             | Negyeddöntő  | Fulham                 | 3–1               |
| Sheffield United | 3–0             | Elődöntő     | Brighton & Hove Albion | 0–0 (t. 7–6)      |

### Manchester City
Tekintve, hogy első osztályú csapat, a Manchester City a harmadik fordulóban lépett be a kupába. A 2022-es döntős Chelsea csapatát 4–0-ra verték hazai pályán Rijad Mahrez duplájával és Phil Foden, illetve Julián Álvarez góljaival, majd a rekord-kupagyőztes Arsenal ellen diadalmaskodtak 1–0-ra, Nathan Aké találatával. Az ötödik fordulóban a Bristol Cityt győzték le, 3–0-ra, idegenben, Foden duplájával és Kevin De Bruyne egy góljával. A negyeddöntőben a Burnley vendégeskedett a Manchesteri Városi Stadionban, ahol a City 6–0-ra nyert a másodosztályt vezető csapat ellen, Erling Haaland mesterhármasával, illetve Álvarez duplájával és Cole Palmer egy góljával. Az elődöntőben Mahrez mesterhármasával nyertek 3–0-ra a másodosztályú Sheffield United ellen a Wembleyben, elérve első döntőjüket 2019 óta.

### Manchester United
A Manchester City csapatához hasonlóan a United is a harmadik fordulóban lépett be a kupába. Az összes mérkőzését az elődöntőig hazai pályán játszotta a manchesteri csapat. Az első mérkőzésükön az Everton csapatát győzték le 3–1-re, Antony és Marcus Rashford találatával és Conor Coady öngóljával. Ezt követően a másodosztályú Reading ellen mérkőztek meg, ahol Casemiro duplája és Fred gólja, illetve a másik oldalon Andy Carroll piros lapja segítette hozzá a csapatot a 3–1-es győzelemhez. A nyolcaddöntőben a West Ham United ellen diadalmaskodtak, ismét 3–1-re, Nájf Ákerd öngóljával, majd Fred és Alejandro Garnacho hosszabbításban szerzett találataival. A negyeddöntőben sorozatban negyedjére is 3–1-re nyert a United, ekkor a két kiállítást elszenvedő Fulham csapata ellen, Bruno Fernandes duplájával és Marcel Sabitzer egy góljával. Az elődöntőben a Brighton & Hove Albion csapatát győzték le, büntetőpárbajt követően, 7–6-ra.

### Egymás ellen a bajnokságban
| 2022. október 2. |

| Manchester City                      | 6–3               | Manchester United            |
| ------------------------------------ | ----------------- | ---------------------------- |
| Foden 8' 44' 73' Haaland 34' 37' 64' | (4–0) Jegyzőkönyv | Antony 56' Martial 84' 90+1' |

| Etihad Stadion, Manchester Nézőszám: 53 475 Játékvezető: Michael Oliver |

| 2023. január 14. |

| Manchester United          | 2–1               | Manchester City |
| -------------------------- | ----------------- | --------------- |
| Fernandes 78' Rashford 82' | (0–0) Jegyzőkönyv | Grealish 60'    |

| Old Trafford, Manchester Nézőszám: 75 546 Játékvezető: Stuart Attwell |

## A mérkőzés

### Áttekintés
A Manchester Unitednek több sérült játékosa is volt a mérkőzés előtt. Donny van de Beek térdsérülést szenvedett januárban és már nem játszhatott a szezon hátralévő részében, ahogy Marcel Sabitzer se, aki májusban sérült meg. Hozzájuk hasonlóan Lisandro Martínez se játszhatott a döntőben áprilisi, míg Anthony Martial májusi sérülése után. Ezen játékosok mellett Antony szereplése is kérdéses volt, Erik ten Hag azt nyilatkozta a döntő napja előtt, hogy esélye minimális. A másik manchesteri csapat egészséges kerettel utazhatott Londonba, de Pep Guardiola bejelentette, hogy nem a csapat megszokott kezdőkapusa, Ederson, hanem a német Stefan Ortega fog védeni a döntőben.
Ahogy azt a spanyol menedzser is ígérte, Ortega védett a mérkőzésen, előtte a védőnégyes Manuel Akanji, Rúben Dias, John Stones és Kyle Walker volt. A háromfős középpályán Rodri mellett játszott İlkay Gündoğan és Kevin De Bruyne, míg a két szélen Jack Grealish és Bernardo Silva. Középen Erling Haaland játszott. A United kapujában David de Gea állt, míg a védelem Aaron Wan-Bissaka, Victor Lindelöf, Raphaël Varane és Luke Shaw négyeséből állt. A középpályán a védekező pozíciót Casemiro töltötte be, előtte pedig Fred és Eriksen játszott. A két szélen Jadon Sancho, és szokatlanul Bruno Fernandes játszott, míg a csatár Marcus Rashford volt.
A City már 13 másodperccel a találkozó kezdete után betalált İlkay Gündoğan távoli góljával és a harmadik percben majdnem megduplázták az előnyt Rodri fejese után. A német középpályás találata a leggyorsabb volt az FA-Kupa-döntők történetében. A United a 31. percben büntetőt kapott, miután Jack Grealish kézzel ért a labdához a tizenhatoson belül, amit Bruno Fernandes értékesített. A City másodikját is Gündoğan szerezte meg, az 51. percben.

### Részletek
| 2023. június 3. 16:00 (CET) |

| Manchester City | 2–1               | Manchester United        |
| --------------- | ----------------- | ------------------------ |
| Gündoğan 1' 51' | (1–1) Jegyzőkönyv | Fernandes 33' (11-esből) |

| Wembley Stadion, London Nézőszám: 83 179 Játékvezető: Paul Tierney (Lancashire) |

| Manchester City | Manchester United |

| KP            | 18 | Stefan Ortega   |       | 81' |
| JV            | 2  | Kyle Walker     | 90+5' |     |
| KV            | 5  | John Stones     |       |     |
| KV            | 3  | Rúben Dias      |       |     |
| BV            | 25 | Manuel Akanji   |       |     |
| VKP           | 16 | Rodri           |       | 90' |
| KP            | 17 | Kevin De Bruyne | 76'   |     |
| KP            | 8  | İlkay Gündoğan  |       |     |
| JSZ           | 20 | Bernardo Silva  |       |     |
| BSZ           | 10 | Jack Grealish   | 89'   |     |
| KCS           | 9  | Erling Haaland  |       |     |
| Cserék:       |    |                 |       |     |
| KP            | 31 | Ederson         |       |     |
| V             | 6  | Nathan Aké      | 89'   |     |
| V             | 14 | Aymeric Laporte | 90+5' |     |
| V             | 82 | Rico Lewis      |       |     |
| K             | 4  | Kalvin Phillips |       |     |
| K             | 47 | Phil Foden      | 76'   |     |
| K             | 80 | Cole Palmer     |       |     |
| CS            | 19 | Julián Álvarez  |       |     |
| CS            | 26 | Rijad Mahrez    |       |     |
| Menedzser:    |    |                 |       |     |
| Pep Guardiola |    |                 |       |     |

| KP           | 1  | David de Gea       |     |       |
| BV           | 23 | Luke Shaw          |     |       |
| KV           | 2  | Victor Lindelöf    | 83' |       |
| KV           | 19 | Raphaël Varane     |     |       |
| JV           | 29 | Aaron Wan-Bissaka  |     | 45+4' |
| VKP          | 18 | Casemiro           |     |       |
| KP           | 17 | Fred               |     | 79'   |
| KP           | 14 | Christian Eriksen  | 62' |       |
| BSZ          | 25 | Jadon Sancho       | 78' |       |
| JSZ          | 8  | Bruno Fernandes    |     |       |
| KCS          | 10 | Marcus Rashford    |     |       |
| Cserék:      |    |                    |     |       |
| KP           | 31 | Jack Butland       |     |       |
| V            | 20 | Diogo Dalot        |     |       |
| V            | 5  | Harry Maguire      |     |       |
| V            | 12 | Tyrell Malacia     |     |       |
| K            | 39 | Scott McTominay    | 83' |       |
| CS           | 28 | Facundo Pellistri  |     |       |
| CS           | 36 | Anthony Elanga     |     |       |
| CS           | 49 | Alejandro Garnacho | 62' |       |
| CS           | 27 | Wout Weghorst      | 78' |       |
| Menedzser:   |    |                    |     |       |
| Erik ten Hag |    |                    |     |       |

| Asszisztensek: Neil Davies (London) Scott Ledger (South Yorkshire) Negyedik játékvezető: Peter Bankes (Merseyside) Tartalék játékvezető: Adrian Holmes (West Yorkshire) Videóbírók: David Coote (Nottinghamshire) Simon Long (Cornwall) | Szabályok - 90 perc játékidő. - 30 perc hosszabbítás döntetlen esetén. - Ha ekkor sincs döntés, akkor tizenegyesek következnek. - Kilenc cserejátékos nevezhető. - Öt játékos cserélhető, a hosszabbításban még egy cserelehetősége van mindkét csapatnak. A cserékre három alkalommal van lehetőség, amelybe nem számít bele a félidő, a hosszabbítás előtti szünet és a hosszabbítás félideje. |

## Közvetítés
A mérkőzést az Egyesült KIrályságban a BBC és az ITV közvetíti, míg Magyarországon az angol kupa jogai a Spíler TV tulajdonában vannak.